# Saison 1980 de la NFL
Navigation
Édition précédente Édition suivante
La saison 1980 de la NFL est la 61e saison de la National Football League. Elle voit le sacre des Oakland Raiders à l'occasion du Super Bowl XV.

## Classement général
| Qualifié en play-offs |

| AFC Est              |      |      |      |        |          |            |
| Franchise            | Vic. | Déf. | Nuls | % vic. | Pts pour | Pts contre |
| Buffalo Bills        | 11   | 5    | 0    | .688   | 320      | 260        |
| New England Patriots | 10   | 6    | 0    | .625   | 441      | 325        |
| Miami Dolphins       | 8    | 8    | 0    | .500   | 266      | 305        |
| Baltimore Colts      | 7    | 9    | 0    | .438   | 355      | 387        |
| New York Jets        | 4    | 12   | 0    | .250   | 302      | 395        |
| AFC Central          |      |      |      |        |          |            |
| Franchise            | Vic. | Déf. | Nuls | % vic. | Pts pour | Pts contre |
| Cleveland Browns     | 11   | 5    | 0    | .688   | 357      | 310        |
| Houston Oilers       | 11   | 5    | 0    | .688   | 295      | 251        |
| Pittsburgh Steelers  | 9    | 7    | 0    | .563   | 352      | 313        |
| Cincinnati Bengals   | 6    | 10   | 0    | .375   | 244      | 312        |
| AFC Ouest            |      |      |      |        |          |            |
| Franchise            | Vic. | Déf. | Nuls | % vic. | Pts pour | Pts contre |
| San Diego Chargers   | 11   | 5    | 0    | .688   | 418      | 327        |
| Oakland Raiders      | 11   | 5    | 0    | .688   | 364      | 306        |
| Kansas City Chiefs   | 8    | 8    | 0    | .500   | 319      | 336        |
| Denver Broncos       | 8    | 8    | 0    | .500   | 310      | 323        |
| Seattle Seahawks     | 4    | 12   | 0    | .250   | 291      | 408        |

| NFC Est             |      |      |      |        |          |            |
| Franchise           | Vic. | Déf. | Nuls | % vic. | Pts pour | Pts contre |
| Philadelphia Eagles | 12   | 4    | 0    | .750   | 384      | 222        |
| Dallas Cowboys      | 12   | 4    | 0    | .750   | 454      | 311        |
| Washington Redskins | 6    | 10   | 0    | .375   | 261      | 293        |
| St. Louis Cardinals | 5    | 11   | 0    | .313   | 299      | 350        |
| New York Giants     | 4    | 12   | 0    | .250   | 249      | 425        |
| NFC Central         |      |      |      |        |          |            |
| Franchise           | Vic. | Déf. | Nuls | % vic. | Pts pour | Pts contre |
| Minnesota Vikings   | 9    | 7    | 0    | .563   | 317      | 308        |
| Detroit Lions       | 9    | 7    | 0    | .563   | 334      | 272        |
| Chicago Bears       | 7    | 9    | 0    | .438   | 304      | 264        |
| Tampa Bay Buccs     | 5    | 10   | 1    | .344   | 271      | 341        |
| Green Bay Packers   | 5    | 10   | 1    | .344   | 231      | 371        |
| NFC Ouest           |      |      |      |        |          |            |
| Franchise           | Vic. | Déf. | Nuls | % vic. | Pts pour | Pts contre |
| Atlanta Falcons     | 12   | 4    | 0    | .750   | 405      | 272        |
| Los Angeles Rams    | 11   | 5    | 0    | .688   | 424      | 289        |
| San Francisco 49ers | 6    | 10   | 0    | .375   | 320      | 415        |
| New Orleans Saints  | 1    | 15   | 0    | .063   | 291      | 487        |

- Cleveland termine devant Houston en AFC Central en raison des résultats enregistrés en conférence (8-4 contre 7-5).
- San Diego termine devant Oakland en AFC Ouest en raison des résultats enregistrés en division (+60 de point average contre +37).
- Kansas City termine devant Denver en AFC Ouest en raison des résultats enregistrés en confrontation directe (2-0).
- Philadelphia termine devant Dallas en NFC Est en raison des résultats enregistrés en division(+84 de point average contre +50).
- Minnesota termine devant Detroit en NFC Central en raison des résultats enregistrés en conférence (8-4 contre 9-5).
- Tampa Bay termine devant Green Bay en NFC Central en raison des résultats enregistrés en confrontation directe (1-0-1 contre 0-1-1).

## Play-offs
Les équipes évoluant à domicile sont nommées en premier. Les vainqueurs sont en gras

### AFC
- Wild Card : 
  - 28 décembre 1980 : Oakland 27-7 Houston
- Premier tour : 
  - 3 janvier 1981 : San Diego 20-14 Buffalo
  - 4 janvier 1981 : Cleveland 12-14 Oakland
- Finale AFC : 
  - 11 janvier 1981 : San Diego 27-34 Oakland

### NFC
- Wild Card : 
  - 28 décembre 1980 : Dallas 34-13 Los Angeles
- Premier tour : 
  - 3 janvier 1981 : Philadelphie 31-16 Minnesota
  - 4 janvier 1981 : Atlanta 27-30 Dallas
- Finale NFC : 
  - 11 janvier 1981 : Philadelphie 20-7 Dallas

### Super Bowl XV
- 25 janvier 1981 : Oakland (AFC) 27-10 Philadelphie (NFC), au Louisiana Superdome de La Nouvelle-Orléans